# كريستوفر فريث
كريستوفر دونالد فريث، (Chris Frith). زمالة الجمعية الملكية، زميل الأكاديمية البريطانية. (من مواليد 16 مارس 1942) هو طبيب نفساني بريطاني، وأستاذ فخري في مركز ويلكوم تراست للتصوير العصبي في جامعة كوليدج لندن، أستاذ زائر في مركز العقول التفاعلية في جامعة آرهوس، زميل أبحاث في معهد الفلسفة وزميل كواندام في كلية أول سولز، أكسفورد.

## التعليم
ولد كريس فريث في عام 1942 في Cross in Hand، خارج مدينة هيث فيلد إلى غرب ساسكس وتلقى تعليمه في مدرسة Leys في كامبريدج، قبل قراءة العلوم الطبيعية (كامبردج) في جامعة كامبريدج كطالب جامعي في كلية المسيح، كامبريدج. بعد التخرج، أكمل دبلوم في علم النفس غير الطبيعي والدكتوراه في معهد الطب النفسي في عام 1969 تحت إشراف هانز إيسنك. 